# اکراس سائوتومه
اکراس سائوتومه (نام علمی: Bostrychia bocagei) نام یک گونه از سرده نوک‌خمیده‌ها است.